# Hovops mariensis
Hovops mariensis là một loài nhện trong họ Selenopidae.
Loài này thuộc chi Hovops. Hovops mariensis được Embrik Strand miêu tả năm 1908.